# Myrtillocactus cochal
Myrtillocactus cochal là một loài thực vật có hoa trong họ Cactaceae. Loài này được (Orcutt) Britton & Rose mô tả khoa học đầu tiên năm 1909.

## Hình ảnh

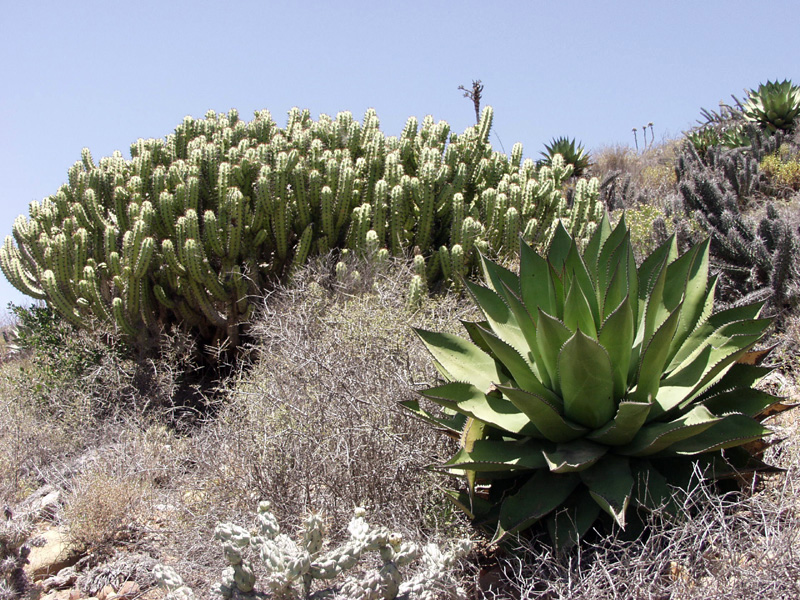
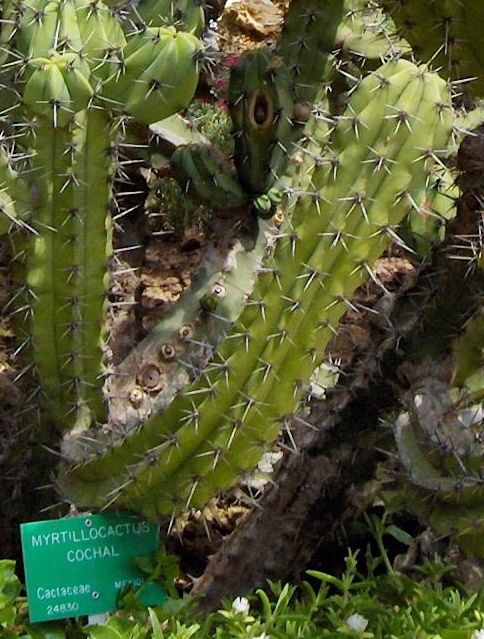
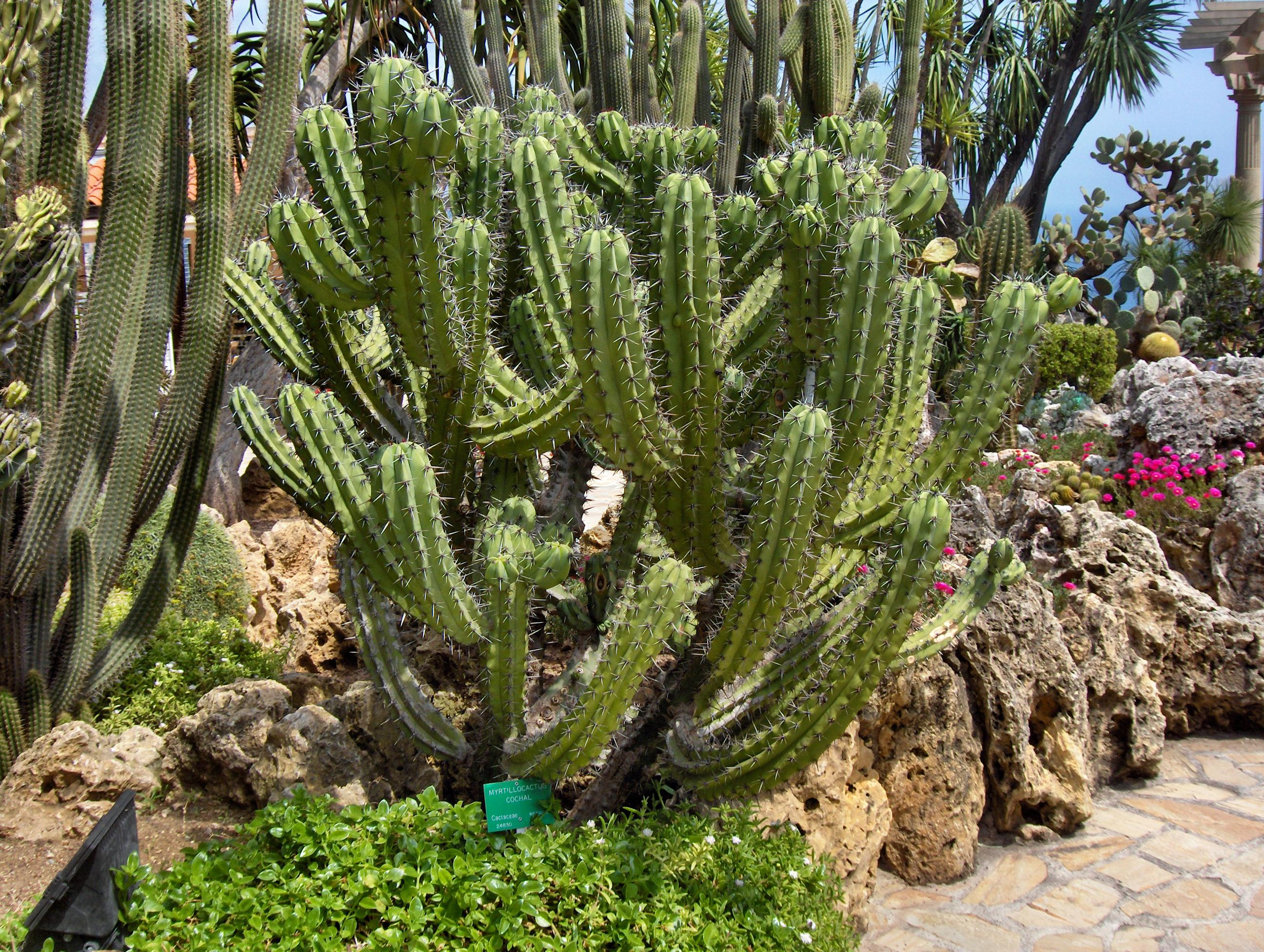